# Христов, Борис
Бори́с Ки́рилов Хри́стов (болг. Борис Христов; 18 мая 1914, Пловдив — 28 июня 1993, Рим; похоронен в Софии) — болгарский оперный певец (бас). Народный артист НРБ (1975). Один из крупнейших басов второй половины XX века.

## Биография
Родился 18 мая 1914 года в Пловдиве в семье болгарского общественника и национал-революционера Кирила Совичанова, выходца из Вардарской Македонии, и его жена Райна Попиванова.
В семье Бориса Христова пели все. Певческий талант Бориса проявился в юности. В 1932 году он окончил среднюю школу и колебался, по какому пути пойти. По настоянию матери поступил на юридический факультет Софийского университета, как и его брат Николай раньше. Окончил его в 1938 году. Потом завершил военную службу в эскадроне офицеров запаса Первого кавалерийского полка в Софии, после этого юридическую стажировку в Пазарджике.
С 1933 года пел в мужском хоре «Гусла», куда его приняли по конкурсу, столь же трудному, как и поступление в оперу. Когда в 1934 году Ф. И. Шаляпин посетил Софийскую оперу в роли Годунова, для расширения постановки и усиления оперного хора были приглашены несколько человек из хора «Гусла», в том числе Борис Христов. Так он участвовал в некоторых спектаклях с Шаляпиным. Николай Массалитинов рассказал, что Борис Христов явился к Шаляпину с просьбой о прослушивании. «Великий певец, возможно, очарованный присутствием этого стройного и застенчивого молодого человека, сразу согласился. Когда молодой человек пропел пару вещей и дождался сурового приговора, Федор Николаевич встал, обнял его и воскликнул восхищенно: «Милый мой, вам надо учиться! И обязательно учиться в Италии!».
Помимо хора «Гусла», Борис Христов пел также в Академическом хоре, а затем и в хоре кафедрального собора Александра Невского, где работал с дирижером Добри Христовым и его помощником Ангелом Попконстантиновым. Он все более увлекался концертной деятельностью хоров, а голос его производил все более сильное впечатление. В начале 1940-х годов его пригласили в камерный церковный хор дворцовой капеллы. В то время коллеги по хору «Гусла» поддержали его в продолжении певческой карьеры и направили в Минобразования письмо на получение стипендии для обучения в Италии.

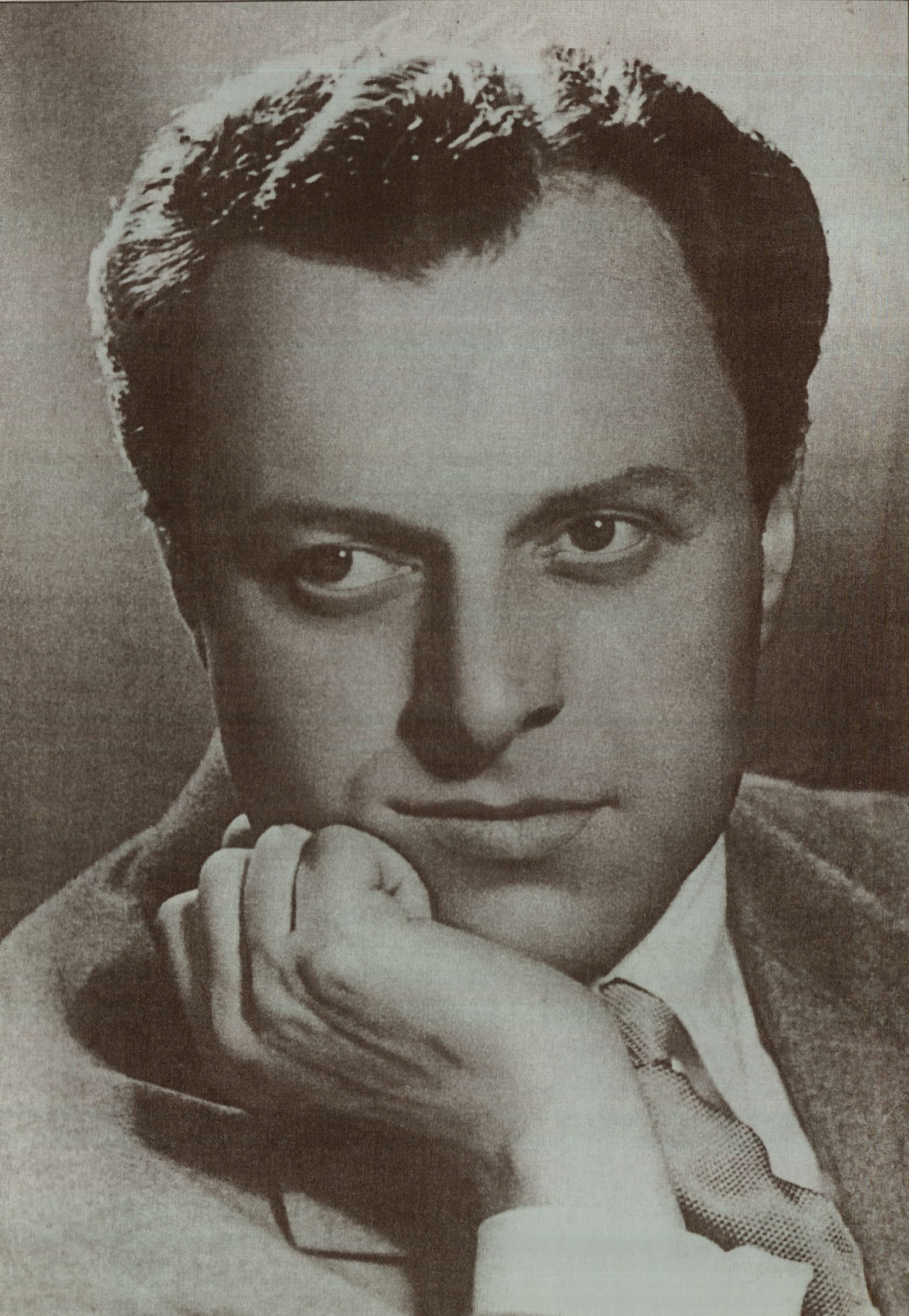
Борис Христов

В 1942 году пение Христова услышал болгарский царь Борис III и под сильным впечатлением помог ему получить государственную стипендию для дальнейшего обучения пению. В Риме в 1942—1945 годах (с перерывами) Христов брал уроки вокала у итальянского баритона Риккардо Страччари. Обучение прервалось весной 1943 года из-за военных условий и бомбардировок Рима, и Христов вернулся в Болгарию. 1 ноября 1943 года он отправился в Австрию и Германию для изучения немецкого оперного репертуара. Брал уроки, учился в Моцартеуме, изучал немецкий язык; дал концерты в Вене и Дрездене. В конце 1944 года Болгария уже находилась в состоянии войны с Германией; в Австрии Борис Христов был арестован и заключён в лагерь для интернированных лиц, в мае 1945 года был освобожден французскими войсками. Командующий полковник, услышав его пение, помог ему отправиться в Италию, обеспечив его транспортом до границы на военном джипе. В Италию Христов продолжил обучение у Страччари.
В концерте Христов дебютировал 28 декабря 1945 года в академии «Санта Чечилия» в Риме, исполнив несколько произведений итальянского и русского репертуара. На оперной сцене дебютировал в театре Реджо-ди-Калабрии в 1946 году (партия Коллена в «Богеме» Дж. Пуччини). Пел в ведущих театрах мира, в том числе в «Ла Скала» (с 1947), «Ковент-Гардене» (с 1949), Парижской опере (с 1953), театре «Колон» (1956), Опере Сан-Франциско (1956, дебют в США), Лирической опере Чикаго (с 1957), Венской государственной опере (с 1962). Участник Зальцбургского (1949, 1960), Люцернского (1949) и других международных музыкальных фестивалей. Концертировал в венском «Музикферайне» (1944), лондонском Альберт-Холле (с 1952), амстердамском «Консертгебау» (1956), нью-йоркском Карнеги-Холле (с 1958), парижском Театре Елисейских полей (1966); в России никогда не выступал. Пик артистической карьеры Христова пришёлся на 1950-е и первую половину 1960-х годов. В 1970-е годы постепенно сокращал свою исполнительскую деятельность. Последний концерт Христова состоялся в 1986 году в Риме.
Похоронен на Центральном кладбище Софии.

## Творчество и личность
Как оперный певец Христов знаменит своими выступлениями в русском и итальянском репертуарах. Среди наиболее известных партий Борис и Досифей («Борис Годунов» и «Хованщина» М. П. Мусоргского), Филипп II («Дон Карлос» Дж. Верди), Мефистофель («Фауст» Ш. Гуно), Иван Сусанин («Жизнь за царя» М. И. Глинки), Моисей (одноимённая опера Дж. Россини). Важное место в репертуаре Христова занимала камерная лирика русских композиторов — М. И. Глинки, А. П. Бородина, Н. А. Римского-Корсакова, П. И. Чайковского, С. В. Рахманинова, особенно М. П. Мусоргского, музыку которого певец постоянно включал в концертные программы, а в 1955—1957 годах записал (впервые в истории грамзаписи) полное собрание его песен и романсов. В репертуар Христова входила также болгарская и русская церковная музыка.
Биографы Христова отмечают сложный характер его отношений с коллегами-музыкантами, которые иногда выливались в публичные скандалы. В 1955 году Христов поссорился с Марией Каллас прямо во время спектакля («Медея» Керубини) в Римской опере. В 1956 году при постановке оперы «Борис Годунов» в Сан-Франциско Христов открыто возмутился модернистской сценографией, не найдя в ней «ни одного достоверно русского предмета». Он пригрозил директору театра немедленным отъездом, после чего был найден компромисс, сценический интерьер изменён и спектакль состоялся. Христов также испортил отношения с Г. фон Караяном, который настаивал на исполнении Христовым титульной партии в «Дон Жуане» В.-А. Моцарта; певец считал её неподходящей для своего диапазона и в резкой форме отказался.
В начале 1960-х годов между Борисом Христовым и Николаем Гяуровым начался открытый конфликт в «Ла Скала». Фактически, Борис Христов открыл дорогу в «Ла Скала» болгарским певцам Николаю Гяурову и Димитру Узунову — это полностью его заслуга, именно он привлек их в качестве своих партнеров в «Борисе Годунове». Амбициозный Гяуров, чей брат Костадин Гяуров был высокопоставленным функционером Болгарской коммунистической партии, начал выступать против него и называть его «фашистом», а Борис Христов обвинил его в сотрудничестве с болгарским коммунистическим режимом. Ненависть коммунистического режима к Христову, которому даже не разрешили вывезти брата в Италию на лечение и он умер, тоже не разрешили поехать в Болгарию на похороны отца в 1961 году, подтолкнула Гяурова к дальнейшему соперничеству с Христовом. Контракт Христова с «Ла Скала» был расторгнут после того, как он заявил А. Гирингелли, что в составе нет места для них обоих. Несмотря на общее мнение, что Христов — более значительное явление, Гирингели выбрал Гяурова, потому что он был на 15 лет моложе.
В 1969 году Борис Христов должен был петь в Большом театре с оркестром под управлением Г. Н. Рождественского партию Бориса в опере «Борис Годунов». По воспоминаниям М. И. Чулаки,  начались репетиции, но непосредственно перед спектаклем Рождественский заболел. Узнав о замене дирижёра, Христов отказался выступать и покинул Москву. Однако исследователи приводят иную информацию. Гастролям Бориса Христова в Большом театре помешала лично тогдашняя министр культуры СССР Екатерина Фурцева. Рождественский не заболел. Борису Христову сообщили, что у Рождественского случился сердечный приступ и он должен петь под руководством другого дирижера без всяких репетиций, иначе премьеру представят без него. Христов отказал, потому что это недопустимо непрофессионально. Позже в Лондоне он встретил Рождественского и с тревогой спросил, как у него здоровье. Рождественский с изумлением ответил: «Почему? Со мной все в порядке, я здоров. — Тогда почему вы не дирижировали? — Так мне приказали сделать».